# Institut du Prado
L'institut du Prado est un institut séculier clérical masculin de droit pontifical comprenant une branche cléricale et une branche laïque. Son origine remonte à Antoine Chevrier, prêtre du diocèse de Lyon.

## Historique
L'institut est fondé par Antoine Chevrier (1826 - 1879), vicaire de l'église Saint-André de Lyon dans le quartier de La Guillotière, une zone industrielle désavantagée à la périphérie de Lyon. Profondément affecté par les conditions de misère de la population, il commence, avec l'aide du père Camille Rambaud, à se consacrer à l'assistance morale et matérielle de la jeunesse ouvrière. 
Le 10 décembre 1860, (considéré comme date de fondation de l'Institut), le père Chevrier achète une ancienne salle de bal "Le Prado", située sur sa paroisse, et y établit le siège de son œuvre. Il pense aussi à former des prêtres spécialisés dans le service des pauvres, en 1866, il ouvre une école cléricale au Prado et en 1876 les premiers aspirants sont envoyés à Rome pour achever leur formation.
En 1924, l'association des prêtres du Prado est érigée en société de vie apostolique de droit diocésain et agrégée le 19 mai 1930 aux frères mineurs conventuels. En 1954, la société se transforme en institut séculier et à ce titre reçoit le décret de louange le 28 octobre 1959.
En 1986, le Pape Jean-Paul II déclare le Père Antoine Chevrier, prêtre du diocèse de Lyon, Bienheureux au cours de la messe célébrée à Lyon le 4 octobre 1986. 
En 1987, l'Association des Prêtres du Prado a formulé un nouveau texte de Constitutions qu'elle a soumis à l'approbation du Siège Apostolique. Ces constitutions correspondent pleinement aux normes canoniques relatives à un Institut séculier sacerdotal de droit pontifical, composé de prêtres enracinés dans les Eglises particulières (les diocèses), comme prêtres séculiers qui en partagent et stimulent l'élan missionnaire (cf.discours de Jean-Paul II le 7 octobre 1986 à la chapelle du Prado). Le 7 juin 1987, en la solennité de Pentecôte, la Congrégation pour les Religieux et les Instituts séculiers approuvent les Constitutions renouvelées de l'Institut séculier "Association des prêtres du Prado".
En 2014, l'Association des Prêtres du Prado a pour responsable général l'abbé Michel Delannoy qui a succédé à l'abbé Robert Daviaud ; le responsable du Prado de France est l'abbé Philippe Brunel.
En 2019, le responsable général de l'Association des Prêtres du Prado est l'abbé Armando Pasqualotto, qui a succédé à l'abbé Michel Delannoy ; les différents Prado du monde élisent leur responsable selon le droit canon. En France, l'abbé Guy Rougerie a été élu responsable du Prado de France en janvier 2020.

## Membres éminents
- Alfred Ancel (1898-1984) supérieur général, et évêque auxiliaire de Lyon.
- Maurice Delorme (1919-2012) évêque auxiliaire de Lyon.
- Olivier de Berranger(1938-2017) évêque de Saint-Denis en France
- Michel Malo (1938-   ) archevêque d'Antsiranana.
- Christian Delorme (1950- ), prêtre du diocèse de Lyon
- Dominique Blanchet (1966- ), évêque de Créteil

## Activités et diffusion
Les prêtres du Prado sont des prêtres diocésains, ils s'engagent à se mettre à la disposition des évêques pour le service des paroisses les plus pauvres et les plus déchristianisées. Les constitutions de l'institut prévoient qu’il y ait des communautés régionales érigées, lorsqu'une région réunit un certain nombre d'engagés, pour former, être autonome financièrement, et procéder à des élections, ce Prado peut demander au conseil général d'être un Prado érigé. Il existe donc 3 types d'organisations : le Prado érigé, le Prado organisé et les autres Prado.
Ils sont présents en :
Prados érigés : 
- Europe : France, Espagne, Italie.
- Moyen Orient : Égypte, Iran, Jordanie, Liban, Syrie.
- Asie : Corée du Sud.

Prados organisés :
- Europe : Portugal.
- Amérique : Brésil, Colombie, Mexique.
- Afrique : Madagascar, République démocratique du Congo.
- Asie :Vietnam.

Autres Prado :
- Europe : Allemagne, Autriche, Belgique.
- Amérique : Bolivie, Chili, Cuba, États-Unis, Équateur, Pérou.
- Afrique : Algérie, Burkina Faso, Guinée, Maroc, Seychelles.
- Asie :Inde.

La maison-mère est à Lyon et la procure générale est à Rome.

## Les branches féminines du Prado
- Il existe la congrégation des Sœurs du Prado, ayant le même fondateur. La cofondatrice, Sœur Marie Boisson (1836-1902) fera profession le 2 février 1862. Aujourd'hui, les sœurs du Prado sont une « société de vie apostolique » présente aujourd'hui à Madagascar, en Inde, en Corée, en France, en Espagne, au Chili et en Colombie.
- "L'Institut Féminin du Prado" regroupe des femmes laïques consacrées. Il a été fondé par Alfred Ancel en 1959 ; son statut de droit diocésain a été approuvé en mars 1992.

## Abus sexuels
Trois femmes, majeures aux moments des faits, accusent un prêtre de l'Institut du Prado d'agressions sexuelles. La date des faits allégués concerne les années 1980 et 1990 dans le diocèse de Lyon. Le supérieur du prêtre, informé par une des victimes ouvre une enquête. En 2017 l'Institut du Prado retire au prêtre le droit d'exercer, l'enquête canonique est alors transmise à la justice.